# Нижняя Велесница
Нижняя Велесница (укр. Нижня Велесниця) — село в Отынийской поселковой общине Коломыйского района Ивано-Франковской области Украины.
Население по переписи 2001 года составляло 361 человек. Занимает площадь 16.86 км². Почтовый индекс — 78221. Телефонный код — 03433.